# Ángel Herrerín López
Ángel Herrerín López es un historiador español.

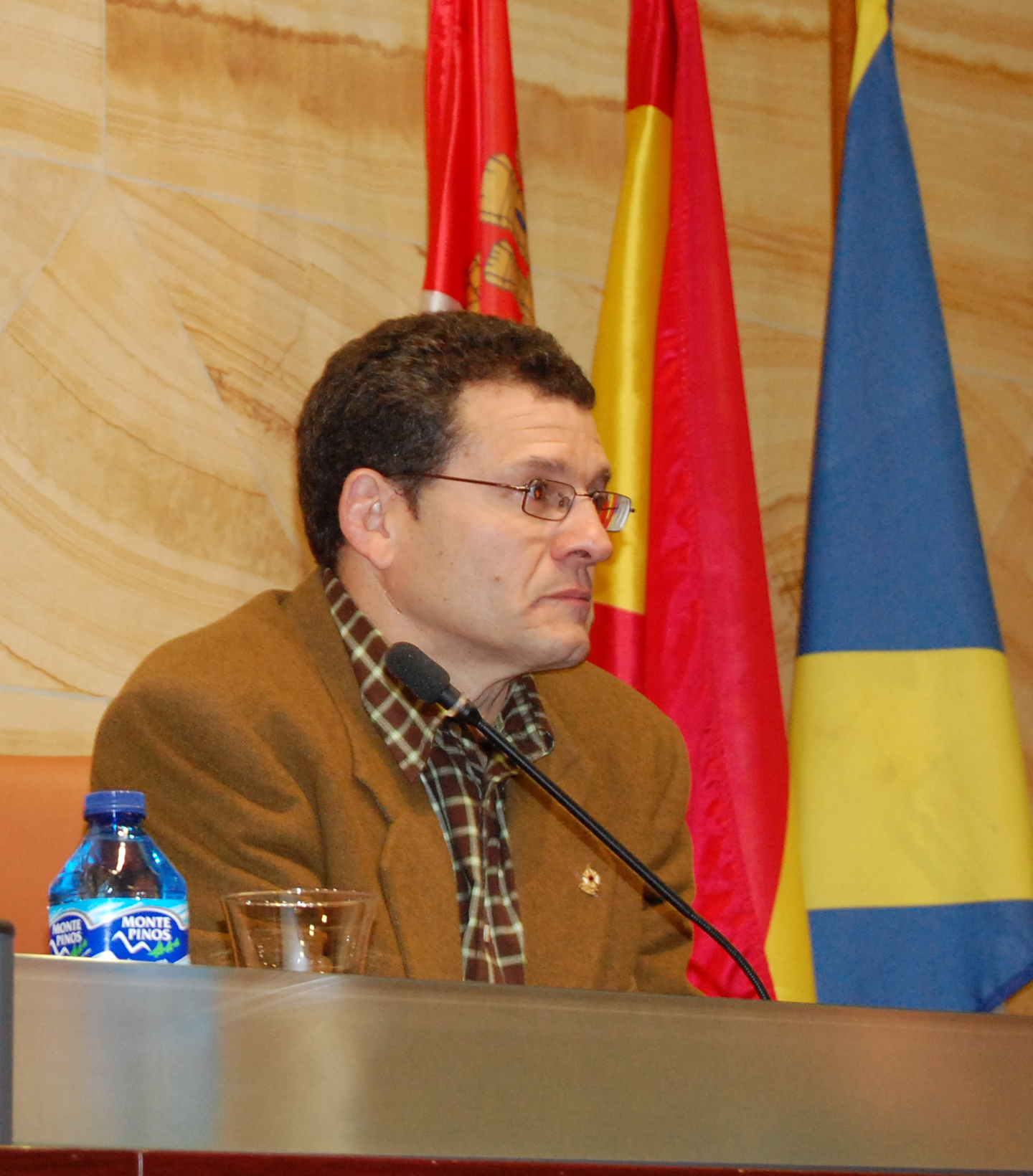

 Catedrático del departamento de Historia Contemporánea de la UNED, ha sido profesor del Centro de Estudios Internacionales de la Fundación José Ortega y Gasset-Gregorio Marañón en Toledo,, así como profesor visitante de la Universidad de Minnesota (EE. UU.). Su línea básica de investigación es el anarquismo y el anarcosindicalismo español y, por extensión, la CNT. Asociadas a esta línea, el profesor Herrerín ha desarrollado líneas colaterales como la Violencia Política y el origen del terrorismo, la Segunda República, el Franquismo y el Exilio Español.

## Obras
- (2004): La CNT durante el franquismo: clandestinidad y exilio (1939-1975).[2] Madrid: Siglo XXI. ISBN 84-323-1152-9
- (2007): El dinero del exilio: Indalecio Prieto y las pugnas de posguerra (1939-1947).[3][4] Madrid: Siglo XXI. ISBN 978-84-323-1290-8
- (2008): El nacimiento del terrorismo en occidente (ed. junto con Juan Avilés). Madrid: Siglo XXI. ISBN 9788432313103
- (2011): Anarquía, dinamita y revolución social. Violencia y represión en la España de entre siglos (1868-1909).[5][6] Madrid: Los Libros de la Catarata. ISBN 978-84-8319-582-6
- (2019): Camino a la Anarquía. Madrid: Siglo XXI. ISBN 978843231979